# САС (софтвер)
САС (Софтвер ѕа статистичку анализу) је софтвер направљен од стране САС института за напредну аналитику. САС је развијaн нa Универзитету Северне Каролине од 1966. до 1976. године, када је САС Институт укључен. САС наставља даљи развој током 1980-их и 1990-их са додатком нових статистичких процедура и додатних компоненти.

## Технички преглед и терминологија
САС је софтверски систем који може да мења и управља подацима са различитих извора и спроводи статистичку анализу на њима. САС пружа графички point-and-click интерфејс за не-техничке кориснике и напредније опције помоћу САС језика. У циљу коришћења САС-а подаци треба да буду у формату табеле или САС формату.
САС програм од података, који прима и обрађује, по правилу, добија САС скуп података, који анализира.
Сваки корак се састоји од низа исказа. Корак садржи извршна упутства на основу којих програм изврсава задатак, и декларитивних исказа, који садрже инструкције за читање података или измене изгледа података. Корак се састоји од две фазе компајлирања и извршења. Приликом  фазе компајлирања, декларитивни искази се обрађују и траже се грешаке. Након  тога почиње извршна фаза  у којој се редом процесирају извршна упутства . Сетови података су организовани у облику табеле са редовима који се зову "запажања" и колонама које се називају називају "променљиве". Поред тога, сваки фрагмент података има идентификатор и вредност.
Податци у САС-у се могу приказивати у ХТМЛ-у, ПДФ-у, Екселu-у и другим форматима, користећи Output Delivery System, који је први пут представљен у 2007 години. .

САС програмски пакет има више од 200 компоненти неки од САС компоненте укључују:
- Base SAS – Basic procedures and data management
- SAS/STAT – Statistical analysis
- SAS/GRAPH – Graphics and presentation
- SAS/OR – Operations research
- SAS/ETS – Econometrics and Time Series Analysis
- SAS/IML – Interactive matrix language
- SAS/AF – Applications facility
- SAS/QC – Quality control
- SAS/INSIGHT – Data mining
- SAS/PH – Clinical trial analysis
- Enterprise Miner – data mining
- Enterprise Guide - GUI based code editor & project manager
- SAS EBI - Suite of Business Intelligence Applications
- SAS Grid Manager - Manager of SAS grid computing environment

## Историја

### Порекло
Развој САС почео је 1966. године, након што је Универзитет у Северној Каролини поново ангажовао Ентони Бар-а, да програмира свој софтвер, тако да ради на ИБМ Систем/360 рачунарима. Пројекат је финансирао Национални Институт за здравље и био је првобитно намењен за анализу података о пољопривреди, за повећање приноса пољопривредних култура. Бару се придружио студент Џејмс Гуднајт, који је развио софтвер статистичких процедура, након чега њих двојица постају лидери програма . У 1972. години, након објављивања првог издања САС-а, овај пројекат је изгубио финансирање. Према Гуднајту, то је било зато што Нацјонални институт за здравлје није желео да финансира пројекте са медицинским применама. Гуднајт, наставио је да предаје на универзитету за плату од 1 долар и приступ рачунарима које је користио за даљи развој  пројекта,  све док следеће године фининарсирање није преузео УССЕС . Џон Сал се придружио пројекту 1973. године и допринео далјем развоју софтвера.  Други рани учесник, Керол Г. Перкинс, допринео је раном програмирању САС-а. Jolayne  W. Perkings и Jane T. Helwig су направили прву САС документацију.
Прве верзије САС-а су назване по години у којој су настале. У 1971. САС 71 је објављен у ограниченом издању. Он је садржао основне елементе САС програмирања, као што су корак и PROC корак. Следеће године пуна верзија је објављена као САС 72 у којем је додата функција Merge и додатне функције за обраду недостајућих података или удружење скупова података. У 1976. години, Бар, Гуднајт, Салл, и Хелвиг су пребацили пројекат из савезне државе Северна Каролина и пребацили га у САС Институт.

#### Развој
САС је поново развијен у САС 76 са отвореном архитектуром.  Улазни и излазни фајлови су побољшани, тако да они могу да читају већина формата података, који се користи од стране компаније ИБМ. Креирање извештаја такође је додат кроз  PUT и FILE функције. Способност да се анализира општи линеарни модел је такође додат је омогућила програмерима да прилагодите приказ података.  У 1979, САС 79 је  додата подршка за ЦМС оперативни систем. Три године касније, САС 82 је увео рани макро језик. Верзија САС 4 је имала ограничене могућности, али је учинила САС доступнијим. Верзија 5 увела је пун макро језик, индекс низа, кориснички интерфејс преко целог екрана који се назива Менаџер приказа.  У 1985, САС је поново написан на програмском језику ц ++ . То је омогућило покретање софтвера на оперативним системима УНИКС, МС-ДОС и ВИНДОВС. Верзија САС 6 је коришћена током 1990-их и била је доступна на већем броју оперативних система. У Верзији 7 уведен је излазни система испоруке  и напредни уређивач текста. Верзија 8 САС-а је пуштена у рад 1999. године. Point-and-click интерфејс је додат у верзији 9 2004. године.

##### Новија историја
У 2002 Text Miner software је уведен. Text Miner анализира текстуалне податке као што су е-мејлови. У 2004 верзија 9 је објављена и добила је назив "пројекат меркур", она је требало да учини САС доступнијим већем броју пословних корисника. Верзија 9 омогућила је подешавање user interface-а на основу улоге корисника и поставила point-and-click user interface као главни user interface. За студенте је 2010 обезбеђена бесплатна верзија САС-а. SAS Rapid Predictive Modeler (RPM), који се користи за стварање основних аналитичких програма помоћу  Microsoft Excel-а је уведен исте године. У 2011. години компанија је објавила Enterprise Miner 7.1. Компанија је представила 27 производа за управљање подацима од октобра 2013. до октобра 2014. У 2015 SAS Global Forum је неколико нових производе специјализованих за различите индустрије као и нови студијски програм.